# Indonezijsko otočje
Indonezijsko otočje (drugi nazivi: indijsko, istočnoindijsko, jugoistočnoazijsko ili malajsko otočje, kao i Australazija) je zajednički naziv za veliki broj velikih, većih i manjih otoka u području između jugoistočne Azije (Malajski poluotok) i Australije.
U indonezijsko otočje ubrajaju se Veliki sundski otoci, Mali sundski otoci, Molučki otoci i otočje Filipina. Nova Gvineja, koja se nalazi na australskoj kontinentalnoj ploči obično se ne ubraja u ovo otočje.
Ovo otočje zajedno s Australijom, tvori granicu između Tihog i Indijskog oceana. Na zapadu granicu indonezijskog otočja čini Sumatra i otoci uz nju, na jugu je granica Java i mali sundski otoci, na istoku su to Molučki otoci, a na sjeveru filipinsko otočje. 
Površina kopna indonezijskog otočja veća je od 2 milijuna km², a stanovništvo koje živi na otocima broji oko 300 milijuna. Najveći otok je Borneo (Kalimantan), a najgušće naseljena je Java.
Geološki, otoci su vrlo zanimljivi, jer se tu nalazi jedno od najaktivnijih vulkanskih područja na Zemlji. Najviši vrh na otocima je Kinabalu u sjevernom dijelu Bornea, 4.101 m. Klima je zbog blizine ekvatora tropski vruća, na zapadu vrlo kišna, a na istoku na prijelazu prema Australiji nešto suvlja.
Životinjski i biljni svijet je, sukladno klimi, izvanredno raznovrstan. Pored ukrasnih biljki kao što su orhideje i raflezije, tu raste i veliki broj raznih vrsta drveća: izuzetno tvrdo ali i obojeno drvo (tikovo drvo, ružino drvo ili palisander). Pored kokosa i kaučukovca, uzgajaju se indijski indigovac i začinske biljke. 
Preko otočja prolazi Wallaceova crta razgraničenja između životinjskog svijeta Azije i Australije. U zapadnom dijelu otočja žive tigrovi, medvjedi i majmuni kao i niz drugih životinja iz područja jugoistočne Azije (Tajland, Laos). Istočno od Wallasove crte, pojavljuju se sve više životinje koje inače nastanjuju područje Australije, kao na primjer tobolčari, dok majmuni gotovo potpuno nestaju.
Veliki dijelovi Indonezijskog otočja dugo su vremena bili kolonijalni posjed Nizozemske (Nizozemska istočnoindijska kompanija).

## Vanjske poveznice
|  | Zajednički poslužitelj ima još gradiva o temi Indonezijsko otočje |